# Kai Bird
Kai Bird (Eugene, 2 settembre 1951) è uno scrittore e giornalista statunitense.

## Biografia
Nato il 2 settembre 1951 a Eugene, è stato chiamato "Kai" (che in cinese mandarino significa "senape") in ricordo di Kai-Yu Hsu, un rifugiato della Cina comunista amico del padre.
Nel 1973 ha conseguito un Bachelor of Arts al Carleton College e due anni dopo un Master of Science in giornalismo alla Northwestern University.
È principalmente noto come co-autore assieme a Martin J. Sherwin di Robert Oppenheimer, il padre della bomba atomica, biografia del fisico statunitense pubblicata nel 2005 vincitrice di numerosi riconoscimenti e trasposta in pellicola cinematografica nel 2023 dal regista Christopher Nolan.
Giornalista per la rivista The Nation, è direttore esecutivo del Leon Levy Center for Biography dell'Università della Città di New York.

## Opere (parziale)

### Saggi
- The Chairman : John J. McCloy, The Making of the American Establishment (1992)
- Hiroshima's Shadow : Writings on the Denial of History and the Smithsonian Controversy con Lawrence Lifschultz (1998)
- The Color of Truth : McGeorge Bundy & William Bundy, Brothers in Arms (1998)
- Robert Oppenheimer, il padre della bomba atomica: il trionfo e la tragedia di uno scienziato (American Prometheus: The Triumph and Tragedy of J. Robert Oppenheimer, 2005) con Martin J. Sherwin, Milano, Garzanti, 2007 traduzione di Emanuele e Alfonso Vinassa de Regny ISBN 978-88-11-74019-3.
- Crossing Mandelbaum Gate : Coming of Age Between the Arabs and Israelis, 1956-1978 (2010)
- The Good Spy: The Life and Death of Robert Ames (2014)
- The Outlier: The Unfinished Presidency of Jimmy Carter (2021)

## Adattamenti cinematografici
- Oppenheimer, regia di Christopher Nolan (2023)

## Premi e riconoscimenti
National Book Critics Circle Award
- 2005 vincitore nella categoria "Biografie" con Robert Oppenheimer, il padre della bomba atomica: il trionfo e la tragedia di uno scienziato[7]

Premio Pulitzer per la biografia e autobiografia
- 2006 vincitore con Robert Oppenheimer, il padre della bomba atomica: il trionfo e la tragedia di uno scienziato[8]

Duff Cooper Prize
- 2008 vincitore con Robert Oppenheimer, il padre della bomba atomica: il trionfo e la tragedia di uno scienziato[9]